# René Leprince
Pour les articles homonymes, voir Leprince.
René Leprince, né Constant Chadefaux le 13 février 1876 à Sathonay (Ain) et mort le 17 mai 1929 à Saint-Raphaël (Var), est un acteur, réalisateur et scénariste français.

## Biographie
René Leprince débute en tant que comédien chez Pathé au début des années 1910. Il interprète l’un des rôles principaux de Par un jour de carnaval de Georges Denola (1910). Sa carrière évolue vers la mise en scène. Entre 1912 et 1914, il dirige La Lutte pour la vie, La Danse héroïque, Cœur de femme, etc. Pendant la guerre, il devient l’un des réalisateurs réguliers de Max Linder.
Durant les années 1920, il accumule les succès avec Face à l'Océan en 1920 et surtout L'Empereur des pauvres avec Léon Mathot, Lili Damita et Ernest Maupain en 1922. Suivent Pax domine en 1923, Mon oncle Benjamin et L'Enfant des halles en 1924, et Mylord l'Arsouille (film en huit épisodes) en 1925.

## Filmographie partielle

### Comme acteur
- 1909 : La Mort du duc d'Enghien en 1804 d'Albert Capellani
- 1909 : Le Chien de Montargis de Georges Monca
- 1909 : Le Bonhomme de neige de Georges Monca
- 1910 : Par un jour de carnaval de Georges Denola
- 1910 : La Vengeance de la morte (ou Le Portrait) d'Albert Capellani -

### Comme réalisateur
- 1908 : La Princesse noire
- 1910 : Le Sigmate
- 1910 : Pierrot aime les roses
- 1910 : Le Poison du professeur Rouff
- 1910 : Max a un duel
- 1910 : Le Visiteur
- 1910 : Max veut faire du théâtre
- 1910 : Le flirt dangereux
- 1912 : La Légende des tulipes d'or
- 1912 : L'Infidèle avec Berthe Bovy (muet - N&B)
- 1912 : Le Lys dans la mansarde  coréalisé avec Georges Monca
- 1912 : Le Collier de la danseuse
- 1912 : Les Martyrs de la vie
- 1912 : La Revanche du passé
- 1912 : La Fièvre de l'or coréalisé avec Ferdinand Zecca
- 1913 : Le Roi de l'air coréalisé avec Ferdinand Zecca
- 1913 : La Leçon du gouffre coréalisé par Ferdinand Zecca
- 1913 : Cœur de femme coréalisé par Ferdinand Zecca
- 1913 : Les Deux Noblesses
- 1913 : La Comtesse noire coréalisé avec Ferdinand Zecca
- 1913 : Plus fort que la haine coréalisé avec Ferdinand Zecca
- 1913 : Max jockey par amour (court métrage), de René Leprince et Max Linder
- 1914 : La Danse héroïque coréalisé avec Ferdinand Zecca
- 1914 : La Lutte pour la vie coréalisé avec Ferdinand Zecca
- 1914 : Le Roi du bagne
- 1914 : La Jolie Bretonne coréalisé avec Ferdinand Zecca
- 1914 : L'Étoile du génie coréalisé avec Ferdinand Zecca
- 1914 : Max dans les airs (court métrage), de Max Linder et René Leprince
- 1915 : Le Vieux Cabotin coréalisé avec Ferdinand Zecca
- 1915 : Le Noël d'un vagabond coréalisé avec Ferdinand Zecca
- 1917 : Max devrait porter des bretelles (court métrage), de René Leprince et Max Linder
- 1919 : Les Larmes du pardon coréalisé avec Ferdinand Zecca
- 1919 : Le Calvaire d'une reine coréalisé avec Ferdinand Zecca
- 1920 : Face à l'Océan
- 1922 : L'Empereur des pauvres
- 1922 : Être ou ne pas être avec René Donnio
- 1923 : Un bon petit Diable
- 1923 : Pax Domine
- 1923 : La Folie du doute
- 1923 : Mon oncle Benjamin
- 1924 : L'Enfant des halles avec René Donnio
- 1924 : Le Vert Galant
- 1925 : Fanfan-la-Tulipe
- 1925 : Mylord l'Arsouille
- 1925 : Le Jardin sur l'Oronte coréalisé avec Donatien
- 1926 : Titi 1er, roi des gosses
- 1928 : Princesse Masha
- 1929 : La Tentation coréalisé avec René Barberis